# Big Sandy (Montana)
Pour les articles homonymes, voir Big Sandy.
Big Sandy est une municipalité américaine située dans le comté de Chouteau au Montana. Selon le recensement de 2010, sa population est de 598 habitants. La municipalité s'étend alors sur une superficie de 0,44 mille carré (1,14 km2).
La localité est fondée en 1887 lors de l'arrivée du St. Paul, Minneapolis & Manitoba Railway. Elle est nommée en référence à une rivière proche.